# 国际基础药理学与临床药理学联合会
国际基础与临床药理学联合会（英語：International Union of Basic and Clinical Pharmacology，简称：IUPHAR），或称国际基础药理学与临床药理学联合会（英語：International Union of Basic Pharmacology and Clinical Pharmacology），是一个国际性的、自发非盈利组织。该组织的前身是国际药理学联合会（International Union of Pharmacology），2004年7月30日至7月31日在澳大利亚布里斯班召开的会议中，正式将原组织名称修改为现在的名称。该组织针对药理学科学家所感兴趣的领域，并期望通过全球的教育及科研合作来促使更好的药物被发明。

## 历史
1959年，国际生理科学联合会（International Union of Physiological Sciences）成立了一个部门。该部门后来于1966年成为一个独立的组织国际药理学联合会，并成为国际科学理事会的一个成员。第一次全球药理学大会于1961年在瑞典斯德哥尔摩召开，此后每三年召开一次，1990年之后改为每四年一次。